# Barania Kopa (Czeska Górka)
Barania Kopa – wzniesienie w Górach Opawskich o wysokości 416 m n.p.m., położone w okolicach wsi Ciermięcice, w województwie opolskim. W latach 1945–1958 przez wzniesienie przebiegała granica polsko-czechosłowacka. Po korekcie granicznej w 1958 roku całe wzniesienie znalazło się w granicach Polski.